# Lavignéville
Lavignéville est un village et une ancienne commune française de la Meuse.

## Toponymie
Le nom de la localité est attesté sous les formes Lagneivilla en 936 ; Leigneville en 1329 ; Levigneville en 1344 ; La Vigneville en 1642 ; Lagneville en 1700 ; Lagnevilla en 1738.

Il s'agit d'une formation toponymique médiévale en -ville au sens ancien de « domaine rural », plus tardivement « village », dont le premier élément Lavigné- représente vraisemblablement une formation toponymique gallo-romaine en -acum, suffixe d'origine gauloise marquant le lieu ou la propriété. Ce genre de réemploi avec l'appellatif -ville est bien attesté par exemple dans Taunacum villa en 702-704, devenu Tonneville (Seine-Maritime).
Pour expliquer l'élément Lavigné-, Albert Dauzat hésite entre un ancien *Laniacum, formé sur le nom de personne latin Lanius, rencontré dans Lagnicourt (Pas-de-Calais, Lagnicortis 1096), de *Laniacum + court, et un *Laviniacum avec le nom de personne latin Lavinius que l'on rencontre dans les Lavigny, Lavigney, Lavignac. 
Le village est situé sur un affluent de la Creuë, sur les ruisseaux de Woëvre et de Deuxnouds, à la sortie d'une vallée encaissée.

## Histoire
Depuis le 1er janvier 1973 (arrêté préfectoral en date du 1er décembre 1972), Lavignéville est rattachée à Lamorville, en tant que commune associée.

## Politique et administration
| Période                                  | Période | Identité           | Étiquette | Qualité |
| ---------------------------------------- | ------- | ------------------ | --------- | ------- |
|                                          |         | Jean-Luc LEMERCIER |           |         |
| Les données manquantes sont à compléter. |         |                    |           |         |

## Démographie
| 1906 | 1911 | 1926 | 1936 | 1946 | 1954 | 1962 | 1968 |
| ---- | ---- | ---- | ---- | ---- | ---- | ---- | ---- |
| 188  | 159  | 76   | 61   | 68   | 65   | 57   | 56   |